# كريس ويلر
كريس ويلر (بالإنجليزية: Chris Weller)‏ (25 ديسمبر 1939 بريدنغ في المملكة المتحدة - 4 يونيو 2018 في المملكة المتحدة) هو لاعب كرة قدم بريطاني في مركز الهجوم. لعب مع نادي ريدنغ ويوفل تاون.

## وصلات خارجية
- كريس ويلر على موقع قاعدة بيانات كرة القدم.إي يو (الإنجليزية)